# Sint-Luciaklooster
Het Sint-Luciaklooster (R.K. Klooster) is een voormalig Nederlands kloostergebouw aan Dominicushof 3 te Maasniel.
Het klooster werd in 1913 gebouwd voor de Zusters van de Goddelijke Voorzienigheid en in 1918 werd er een school naast gebouwd. In 1965 kwamen de Zusters van Don Bosco in het klooster. Later vertrokken ook dezen en werd het klooster te koop gezet.
Hoewel het bouwwerk weinig versieringen kent valt de symmetrische structuur met het centrale risaliet met bescheiden topgevel op.
Het klooster is geklasseerd als Rijksmonument.